# Piotr Świerczewski
Piotr Jarosław Świerczewski (Újszandec, 1972. április 8. –) lengyel válogatott labdarúgó.
A lengyel válogatott tagjaként részt vett a 2002-es világbajnokságon.

## Statisztika
| Lengyel válogatott | Lengyel válogatott | Lengyel válogatott |
| Időszak            | Mérk.              | gól                |
| ------------------ | ------------------ | ------------------ |
| 1992               | 2                  | 0                  |
| 1993               | 10                 | 1                  |
| 1994               | 3                  | 0                  |
| 1995               | 8                  | 0                  |
| 1996               | 0                  | 0                  |
| 1997               | 7                  | 0                  |
| 1998               | 8                  | 0                  |
| 1999               | 6                  | 0                  |
| 2000               | 9                  | 0                  |
| 2001               | 9                  | 0                  |
| 2002               | 6                  | 0                  |
| 2003               | 2                  | 0                  |
| Összesen           | 70                 | 1                  |